# Візничий (урядник двірський)
Візничий (пол. woźniczy, лат. praefectus curruum) — урядник двірський Речі Посполитої.

## Обов'язки
До його обов'язків входило утримання карет, возів королівського двору в належному стані та їхнє використання за призначенням. Він також керував ремісниками (стельмахами, колісними майстрами) та візниками, які працювали у королівській возівні.
Особа, яка займала цю посаду, завжди повинна була супроводжувати королівського та придворного квартирмейстерів у подорожах короля. Під час останніх візничий відповідав за пошук і приготування квартир для двору.